# 開聞岳

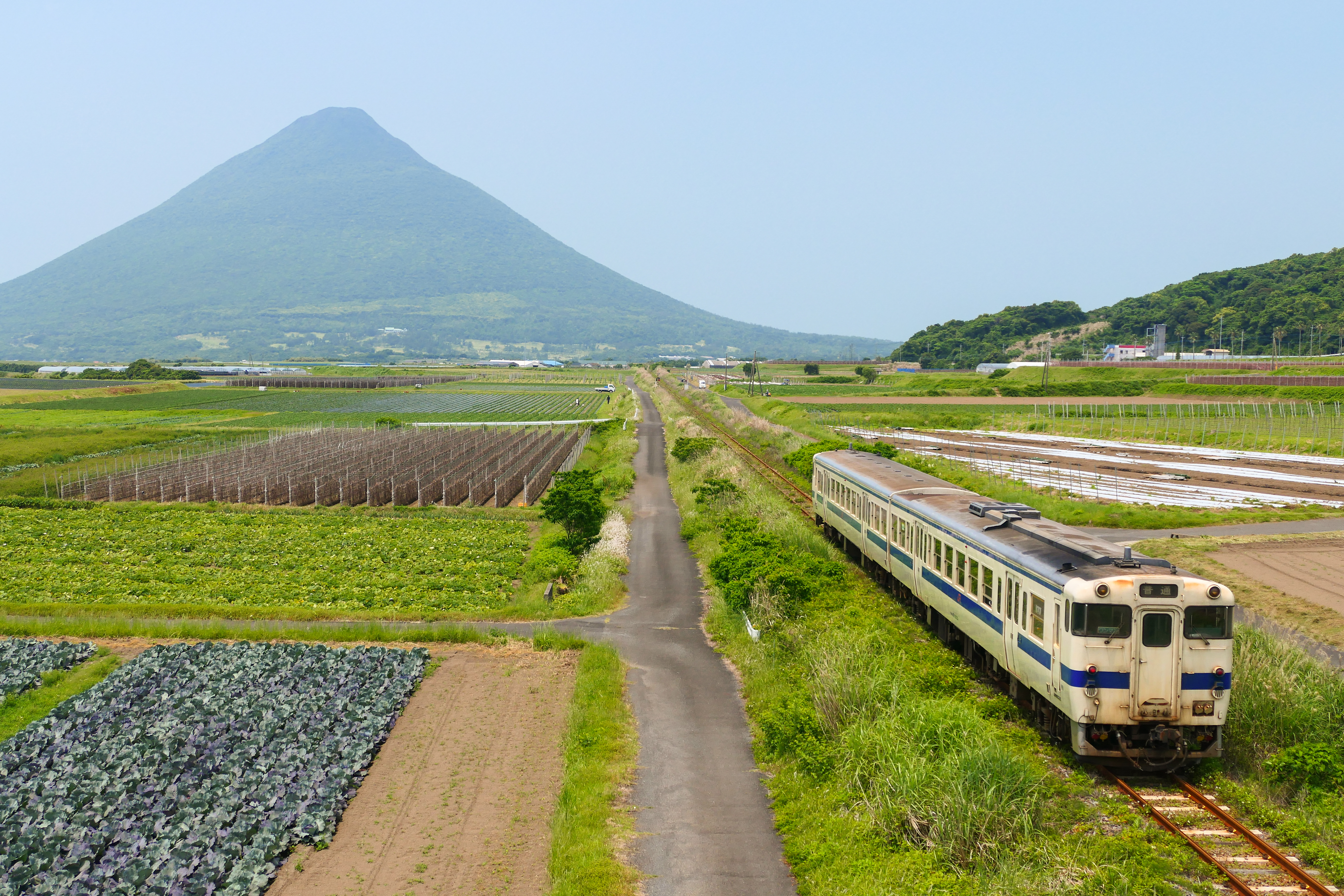
從西大山車站附近遠眺開聞岳

開聞岳（かいもんだけ）是位在鹿兒島縣薩摩半島南端的成層火山。標高924公尺，指定為霧島屋久國立公園。日本百名山、新日本百名山及九州百名山之一。山麓的東北面陸地、西南面海，因完整的圓錐形山容，所以別名薩摩富士。所在地是鹿兒島縣指宿市。

## 周邊景點
- 開聞站 - 最靠近開聞岳的車站，無人車站。
- 開聞山麓自然公園 - 位在山麓的公園。
- 枚聞神社 - 位在山麓的神社，薩摩國一宮，以開聞岳為神體。
- 池田湖 - 離山頂東北約5km的火口湖。

## 關連項目
- 霧島屋久國立公園
- 日本百名山、新日本百名山、九州百名山
- 鄉土富士
- 南薩火山群
- 開聞車站
- 開聞隧道
- 西大山車站

## 外部連結
- 氣象廳 火山の解説資料